# Cimetière Notre-Dame-des-Neiges
Pour les articles homonymes, voir Notre-Dame-des-Neiges et Notre-Dame.
Le cimetière Notre-Dame-des-Neiges est un cimetière de 343 acres (1,39 km2) situé dans le quartier Côte-des-Neiges à Montréal, au Québec. Fondé en 1854, il est le cimetière de la paroisse Notre-Dame de Montréal. Les terres du cimetière bordent une partie du chemin de la Côte-des-Neiges et continuent sur les pentes du mont Royal, principalement sur sa face nord-ouest. Il dispose également de quelques entrées. Il partage une partie de la montagne avec le cimetière Mont-Royal, originellement protestant et majoritairement anglophone.

## Description
Cimetière catholique ouvert aux défunts de toutes confessions, Notre-Dame-des-Neiges est le plus grand cimetière du Canada. Son « mausolée La Pietà » contient une reproduction de grandeur nature de la Pietà de Michel-Ange sculpture située dans la basilique Saint-Pierre au Vatican
Le nom du cimetière vient de la légende de Notre-Dame des Neiges, en 352, lorsqu'un aristocrate nommé Jean et sa femme eurent un songe communiqué par la Vierge Marie leur demandant de construire une chapelle. La basilique Sainte-Marie-Majeure de Rome fut construite par la suite.
Il est reconnu comme un lieu historique national du Canada en 1998.
L'école de fouilles archéologiques de l'Université de Montréal, dirigée par le professeur Brad Loewen, effectue ses premières fouilles à cet endroit en 2015. Le site fouillé est la grande pelouse à l'entrée du cimetière, à l'emplacement de l'ancienne ferme Beaubien.
Ce cimetière a remplacé le Cimetière du faubourg St-Antoine qui était devenu trop étroit pour les besoins de la population.

## Conflits de travail
Le 16 mai 2007, 129 employés votent pour le déclenchement d'une grève illimitée. Les travailleurs réclament, entre autres, un régime de retraite, la semaine de 4 jours et des garanties pour les travailleurs saisonniers. Le conflit se termine le 11 novembre 2007, au terme de la grève, plus de 329 dépouilles étaient en attente d'inhumation. Le 28 août 2009, la Cour supérieure du Québec a autorisé un recours collectif déposé par l'Association pour la défense des droits des défunts et familles du cimetière Notre-Dame-des-Neiges contre la Fabrique de la paroisse Notre-Dame de Montréal,. L'association regroupe près de 1258 familles endeuillées et directement touchées par les mois de grève. Le 11 juin 2014, près de 7 ans après la grève de 2007, une entente est conclue et les 1258 familles toucheront 1,2 million $.
Le 20 septembre 2022, une nouvelle grève est déclenchée par les employés du bureau qui sera suivi par les responsables de l’entretien en janvier 2023. Les travailleurs réclament entre autres de meilleurs salaires. Le conflit de travail durera 15 mois. En juillet 2023, le cimetière ferme temporairement ses portes, considérant l'état de lieux. Le cimetière a été de nouveau accessible au public que le 11 septembre 2023. En juin 2023, plus de 700 défunts étaient en attente d'inhumation, provoquant la colère des familles endeuillées et des projets de recours collectif. Les familles endeuillées manifesteront devant le cimetière afin d'avoir accès à leurs proches disparus. Un an plus, tard, soit en juin 2024, par manque d'effectif, le cimetière n'arrive pas à reprendre le retard accumulé.

## Personnalités célèbres enterrées dans ce cimetière
Historiquement, il fut principalement lieu de sépulture des Canadiens français, ceux-ci ayant longtemps été très majoritairement de foi catholique. Le cimetière est le dernier lieu de repos pour plusieurs anciens maires de la ville de Montréal et de plusieurs anciens premiers ministres du Québec ainsi que d'autres personnalités notables, incluant :
- René Angélil (1942-2016), Agent artistique, époux de Céline Dion
- Jacques Auger (1901-1977), acteur
- Philippe Aubert de Gaspé (1860-1909), écrivain
- Maurice Beaupré (1907-1984), acteur
- Rolland Bédard (1913-1987), acteur
- Raoul Barré (1874-1932), caricaturiste
- Jean-Louis Beaudry (1809-1886), maire de Montréal
- Bernard Bissonnette (1898-1964), homme politique
- Richard Blass (1945-1975), criminel
- Charlotte Boisjoli (1923-2001), écrivaine et actrice
- Tancrède Boucher de Grosbois (1846-1926), médecin et homme politique
- Henri Bourassa (1868-1952), fondateur du journal Le Devoir et homme politique
- Robert Bourassa (1933-1996), homme d'État et ancien premier ministre du Québec
- Pierre Bourgault (1934-2003), homme politique et communicateur
- Romuald Bourque (1889-1974), homme d'affaires et homme politique
- Arthur Boyer (1851-1922), homme politique
- Dino Bravo (1948-1993), lutteur
- Donald Brittain (1928–1989), réalisateur
- Gilles Carle (1928-2009), cinéaste
- Sir George-Étienne Cartier (1814-1873), homme d'État
- Thérèse Casgrain (1896-1981), femme politique et sénatrice
- Joseph Cattarinich (1881-1938), premier gardien de but du Canadiens de Montréal, hommes d'affaires et président de Blue Bonnets
- Lorne Chabot (1900-1946), gardien de but au hockey sur glace (LNH)
- Sir Adolphe Chapleau (1840-1898), avocat, premier ministre du Québec et lieutenant-gouverneur du Québec
- Ernest Cormier (1885-1980), architecte, ingénieur et artiste
- Vincent Cotroni (1911-1984), criminel
- Léo Dandurand (1889-1964), homme d'affaires, entraîneur et ancien copropriétaire du Canadiens de Montréal et fondateur des Alouettes
- Alexandre-Maurice Delisle (1810-1880), homme politique
- Jérémie-Louis Décarie (1870-1927), homme politique
- Bernard Devlin (1824-1880), homme politique
- Général Jacques Dextraze (1919-1993), officier supérieur des Forces armées canadiennes
- Jean Drapeau (1916-1999), avocat et maire de Montréal
- Charles Duquette (1869-1937), maire de Montréal (1924-1926)
- Ludger Duvernay (1799-1852), fondateur de la Société Saint-Jean-Baptiste
- Edmond Dyonnet (1859-1954), artiste peintre
- Pierre Falardeau (1946-2009), cinéaste et polémiste
- Claire Fauteux (1889-1988), artiste-peintre
- Gérald Fauteux (1900–1980), juge en chef de la Cour suprême du Canada de 1970 à 1973
- Amédée Emmanuel Forget (1847–1923), lieutenant-gouverneur des Territoires du Nord-Ouest et de la Saskatchewan
- Louis-Joseph Forget (1853–1911), président de la Bourse de Montréal
- Rodolphe Forget (1861–1919), président de la Bourse de Montréal
- Joseph-Achille Francoeur (1882-1959), homme politique
- Louis-Honoré Fréchette (1839-1908), écrivain, poète et homme politique
- Clarence Gagnon (1881-1942), artiste-peintre
- Jean Gascon (1921-1988), acteur et metteur en scène de théâtre et de cinéma
- Conrad Gauthier (1886-1964), auteur-compositeur-interprète
- Gratien Gélinas (1904-1999), comédien et auteur
- Sir Lomer Gouin (1861-1929), premier ministre du Québec et lieutenant-gouverneur du Québec
- Robert Gravel (1945-1996), acteur et fondateur de la Ligue nationale d'improvisation (LNI)
- Joseph Guibord (1809-1869), typographe
- Jeannine Guindon (1919-2002), psychologue fondatrice de la psychoéducation
- Doug Harvey (1924-1989), défenseur au hockey sur glace (LNH)
- Louis-Philippe Hébert (1850-1917), sculpteur
- Camillien Houde (1889-1958), homme politique et maire de Montréal
- Sir Louis-Hippolyte La Fontaine (1807-1864), homme politique, premier ministre du Canada et défenseur de la langue française
- Henri Julien (1852–1908), illustrateur et caricaturiste
- Charles Laberge (1827-1874), journaliste et homme politique
- Alfred Laliberté (1877-1953), sculpteur
- Georges-Émile Lapalme (1907-1985), avocat et homme politique
- Pierre Laporte (1921-1970), homme politique
- Calixa Lavallée (1842-1891), compositeur de l'hymne national Ô Canada
- François Lavigne (1942-2001), joueur de quilles professionnel
- René Lecavalier (1918-1999), commentateur sportif
- Claude Léveillée (1932-2011), pianiste, compositeur, acteur, auteur-compositeur-interprète
- Jean-Louis Lévesque (1911–1994), financier
- Nick Auf der Maur (1942-1998), journaliste et homme politique
- Thomas D'Arcy McGee (1825-1868), journaliste et homme d'État
- Eugène Lafontaine (1857-1935), homme politique
- Jean-Claude Malépart (1938-1989), homme politique
- Joséphine Marchand (1861-1925), journaliste et militante des droits des femmes
- André Mathieu (1929-1968), pianiste-compositeur
- Honoré Mercier (1840-1894), homme d'État et premier ministre du Québec
- Pierre-Basile Mignault (1878-1929), juriste
- Jos Montferrand (1802-1864), homme fort
- Denise Morelle (1923-1984), comédienne
- Brian Mulroney (1939-2024), avocat et premier ministre du Canada
- Émile Nelligan (1879-1941), poète
- Robert Nelson (1794-1873) chef patriote et président de la république du Bas-Canada
- Jacques Normand (1922-1998), chanteur, animateur de radio et de télévision
- John Ostell (1813–1892), architecte
- Philippe Panneton (Ringuet) (1895-1960), médecin, chirurgien, écrivain et diplomate
- Jean Papineau-Couture (1916-2000), compositeur et fondateur de la Société de musique contemporaine du Québec
- Alice Parizeau (Poznanska) (1930-1990), écrivaine
- Damase Parizeau (1841-1915), homme politique
- Lise Payette (1931-2018), femme politique, écrivaine et animatrice de radio et de télévision
- Pierre Péladeau (1925-1997), homme d'affaires
- Denise Pelletier (1923-1976), comédienne
- Narcisse Pérodeau (1851-1932), homme politique, lieutenant-gouverneur du Québec
- Maurice Perrault (1857-1909), architecte et homme politique
- Maurice Richard (1921-2000), joueur de hockey sur glace (LNH)
- Jean-Paul Riopelle (1923-2002), peintre, graveur et sculpteur
- Yvon Robert (1914-1971), lutteur
- Joseph-Émery Robidoux (1843-1929), avocat, juge et homme politique
- Jean « Johnny » Rougeau (1929-1983), lutteur
- Idola Saint-Jean (1875-1945), professeur et défenseur des droits des femmes
- Jeanne Sauvé (1922-1993), femme politique et gouverneure générale du Canada
- Lhasa de Sela (1972-2010), chanteuse
- Thomas Shaughnessy (1853–1923), homme d'affaires
- Louis-Olivier Taillon (1840-1923), premier ministre du Québec
- Mary Travers « La Bolduc » (1894-1941), chanteuse
- Charles Wilson (1808–1877), maire de Montréal (1851-1854)
- Joseph-Marcellin Wilson (1859–1940), homme d'affaires